# Tour de France 1952
Le Tour de France 1952 est la 39e édition du Tour de France, course cycliste qui s'est déroulée du 25 juin au 19 juillet 1952. Le départ du Tour a lieu à Brest ; l'arrivée se juge à Paris au vélodrome du Parc des Princes. La course, composée de 23 étapes pour 4 898 km, emprunte le territoire de cinq pays.
Elle est remportée par l'Italien Fausto Coppi qui domine la course en gagnant cinq étapes et en repoussant son suivant immédiat le Belge Stan Ockers de plus de 28 minutes, record d’après-guerre toujours d'actualité. Il remporte aussi le prix du meilleur grimpeur. C'est le second doublé Giro-Tour pour le « Campionissimo », après celui de 1949.
C'est l'une des épreuves comptant pour le Challenge Desgrange-Colombo.

## Parcours
Le départ est donné à Brest (Finistère). C'est seulement la troisième fois, après Évian (Haute-Savoie) et Metz (Moselle), que le Tour part d'une ville de province.
Pour la deuxième fois consécutive, le parcours ne colle plus aux frontières de la France mais visite le centre du pays.
En France, Le Mans (Sarthe), Le Bourg-d'Oisans (Isère), Bagnères-de-Bigorre (Hautes-Pyrénées), Vichy (Allier) ainsi que Namur en Belgique et Sestrières (Piémont) en Italie, sont villes-étapes pour la première fois.
Deux arrivées au sommet, qui deviendront des classiques de la course apparaissent en 1952 : L'Alpe d'Huez (Huez, Isère) et le puy de Dôme (Ceyssat / Orcines, Puy-de-Dôme).
Le vélodrome du parc des Princes dans le 16e arrondissement de Paris accueille l'arrivée du Tour comme chaque année de 1905 à 1967.

## Déroulement de la course
Le Tour de France 1952, trente-neuvième édition de la Grande Boucle, se déroule en vingt-trois étapes entre le 25 juin et le 19 juillet 1952, sur une distance totale de 4 807 km.
Il a été remporté pour la deuxième et dernière fois par l’Italien Fausto Coppi, qui excellait aussi bien comme rouleur que comme grimpeur et comme spécialiste du contre-la-montre. C’est sa deuxième et dernière place sur la plus haute marche du podium, et en seulement trois participations à cette épreuve, en tenant compte de la dixième place obtenue dans l'édition 1951.
Coppi avait déjà été le premier cycliste, en 1949, à réussir le doublé Giro d'Italie-Tour de France la même année et il réussit à répéter le même exploit en 1952.
C’est la sixième fois que le Tour est remporté par un Italien ; six victoires également partagées (deux victoires pour chacun) entre Ottavio Bottecchia, Gino Bartali et Fausto Coppi.
L'Italie devra attendre huit ans pour voir un autre de ses nationaux à Paris revêtu d'un maillot jaune en la personne de Gastone Nencini.
Coppi boucle ses efforts sur cette édition 1952 du Tour avec un temps de 151 h 57 min 20 s.
Le rouleur et sprinteur belge Stan Ockers termine deuxième au classement général (c’est le deuxième et dernier podium de sa carrière sur le Tour, après une autre place d'honneur obtenue lors de l'édition 1950).
Le grimpeur espagnol Bernardo Ruiz obtient la troisième place au classement général (le seul podium de sa carrière sur le Tour), devenant ainsi le premier coureur espagnol à terminer sur le podium de la Grande Boucle.
C'est lors de la 11e étape de ce Tour, Le Bourg-d'Oisans - Sestrières, que le photographe Carlo Martini, peu avant un tournant au col du Télégraphe, prend l'une des photographies les plus célèbres de l'histoire du cyclisme : le « passage de la gourde » de Gino Bartali pour Fausto Coppi, symbole de l'unité italienne. Le deuxième ne tarde pas à partir seul dans ce col pour aller s'imposer à domicile dans la station italienne, qui reçoit pour la première fois le Tour de France.

On remarquera que, dans ce Tour 1952, la domination italienne a été telle que non seulement trois maillots jaunes sur cinq avaient été italiens (Fiorenzo Magni, Andrea Carrea et Fausto Coppi), mais que le seul maillot jaune français, Nello Lauredi, était né italien.

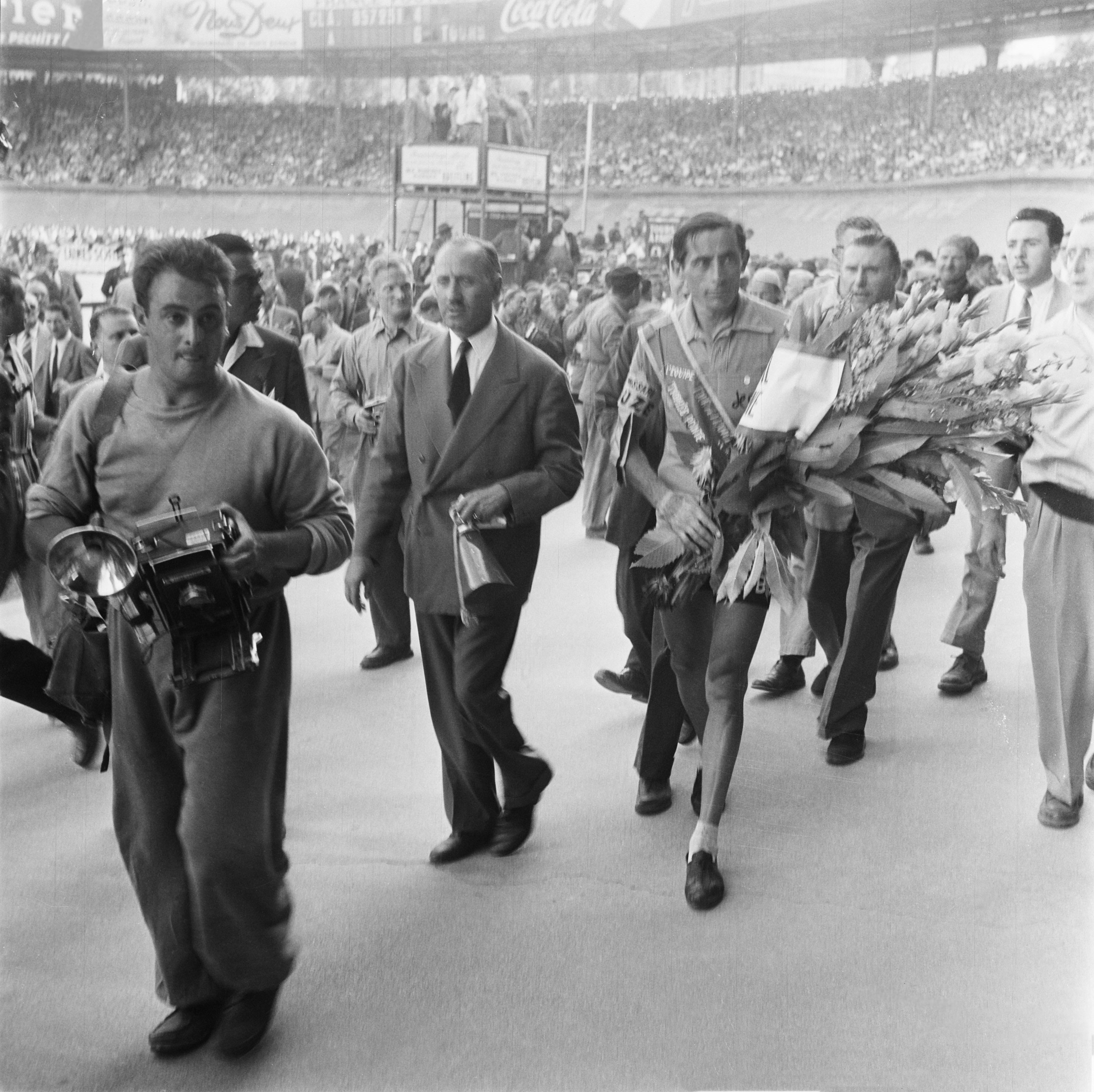
Fausto Coppi, vainqueur du Tour de France 1952.

## Généralités
- Fausto Coppi domine le Tour, avec cinq victoires d'étape et 28 minutes d'avance sur Ockers au classement général.
- 12 formations se présentent au départ de Brest ; seules les formations « Italie » et « Pays-Bas » arrivent au complet à Paris.
- La télévision fait son apparition dans le Tour et diffuse le soir même les images du jour.
- La vitesse moyenne de ce Tour est de 32,233 km/h.
- Ce Tour est marqué par les premières arrivées en altitude : à l'Alpe d'Huez, Sestrières et au Puy de Dôme. Fausto Coppi s'impose les trois fois au sommet.
- L'accordéoniste Yvette Horner se produit pour un sponsor le soir de chaque étape. C'est la première de ses onze participations à l'animation du Tour. L'année suivante, et jusqu'en 1963, elle intègre la caravane publicitaire et joue de son instrument, juchée sur une voiture, le long du parcours.

## Étapes
| Étape,    | Date             | Villes étapes                        |                             | Distance (km)         | Vainqueur d’étape     | Leader du classement général |
| --------- | ---------------- | ------------------------------------ | --------------------------- | --------------------- | --------------------- | ---------------------------- |
| 1re étape | mer. 25 juin     | Brest – Rennes                       | Étape de plaine             | 246                   | Rik Van Steenbergen   | Rik Van Steenbergen          |
| 2e étape  | jeu. 26 juin     | Rennes – Le Mans                     | Étape de plaine             | 181                   | André Rosseel         | Rik Van Steenbergen          |
| 3e étape  | ven. 27 juin     | Le Mans – Rouen                      | Étape de plaine             | 189                   | Nello Lauredi         | Nello Lauredi                |
| 4e étape  | sam. 28 juin     | Rouen – Roubaix                      | Étape de plaine             | 232                   | Pierre Molinéris      | Nello Lauredi                |
| 5e étape  | dim. 29 juin     | Roubaix – Namur (BEL)                | Étape de plaine             | 197                   | Jean Diederich        | Nello Lauredi                |
| 6e étape  | lun. 30 juin     | Namur (BEL) – Metz                   | Étape de plaine             | 228                   | Fiorenzo Magni        | Fiorenzo Magni               |
| 7e étape  | mar. 1er juillet | Metz – Nancy                         | Contre-la-montre individuel | 60                    | Fausto Coppi          | Nello Lauredi                |
| 8e étape  | mer. 2 juillet   | Nancy – Mulhouse                     | Étape de montagne           | 252                   | Raphaël Géminiani     | Fiorenzo Magni               |
| 9e étape  | jeu. 3 juillet   | Mulhouse – Lausanne (SUI)            | Étape de montagne           | 238                   | Walter Diggelmann     | Andrea Carrea                |
| 10e étape | ven. 4 juillet   | Lausanne (SUI) – L'Alpe d'Huez       | Étape de montagne           | 266                   | Fausto Coppi          | Fausto Coppi                 |
|           | sam. 5 juillet   | L'Alpe d'Huez                        | Jour de repos               | Journée de repos no 1 | Journée de repos no 1 | Journée de repos no 1        |
| 11e étape | dim. 6 juillet   | Le Bourg-d'Oisans – Sestrières (ITA) | Étape de montagne           | 182                   | Fausto Coppi          | Fausto Coppi                 |
| 12e étape | lun. 7 juillet   | Sestrières (ITA) – Monaco (MON)      | Étape de montagne           | 251                   | Jan Nolten            | Fausto Coppi                 |
| 13e étape | mar. 8 juillet   | Monaco (MON) – Aix-en-Provence       | Étape de plaine             | 214                   | Raoul Rémy            | Fausto Coppi                 |
| 14e étape | mer. 9 juillet   | Aix-en-Provence – Avignon            | Étape de montagne           | 178                   | Jean Robic            | Fausto Coppi                 |
| 15e étape | jeu. 10 juillet  | Avignon – Perpignan                  | Étape de plaine             | 255                   | Georges Decaux        | Fausto Coppi                 |
| 16e étape | ven. 11 juillet  | Perpignan – Toulouse                 | Étape de plaine             | 200                   | André Rosseel         | Fausto Coppi                 |
|           | sam. 12 juillet  | Toulouse                             | Jour de repos               | Journée de repos no 2 | Journée de repos no 2 | Journée de repos no 2        |
| 17e étape | dim. 13 juillet  | Toulouse – Bagnères-de-Bigorre       | Étape de montagne           | 204                   | Raphaël Géminiani     | Fausto Coppi                 |
| 18e étape | lun. 14 juillet  | Bagnères-de-Bigorre – Pau            | Étape de montagne           | 149                   | Fausto Coppi          | Fausto Coppi                 |
| 19e étape | mar. 15 juillet  | Pau – Bordeaux                       | Étape de plaine             | 195                   | Hans Dekkers          | Fausto Coppi                 |
| 20e étape | mer. 16 juillet  | Bordeaux – Limoges                   | Étape de plaine             | 228                   | Jacques Vivier        | Fausto Coppi                 |
| 21e étape | jeu. 17 juillet  | Limoges – Puy de Dôme                | Étape de montagne           | 245                   | Fausto Coppi          | Fausto Coppi                 |
| 22e étape | ven. 18 juillet  | Clermont-Ferrand – Vichy             | Contre-la-montre individuel | 63                    | Fiorenzo Magni        | Fausto Coppi                 |
| 23e étape | sam. 19 juillet  | Vichy – Paris - Parc des Princes     | Étape de plaine             | 354                   | Antonin Rolland       | Fausto Coppi                 |

## Classements

### Classement général final
| Classement général | Classement général   | Classement général | Classement général     | Classement général   |
|                    | Coureur              | Pays               | Équipe                 | Temps                |
| ------------------ | -------------------- | ------------------ | ---------------------- | -------------------- |
| 1er                | Fausto Coppi         | Italie             | Italie                 | en 151 h 57 min 20 s |
| 2e                 | Stan Ockers          | Belgique           | Belgique               | + 28 min 17 s        |
| 3e                 | Bernardo Ruiz        | Espagne            | Espagne                | + 34 min 38 s        |
| 4e                 | Gino Bartali         | Italie             | Italie                 | + 35 min 25 s        |
| 5e                 | Jean Robic           | France             | France                 | + 35 min 36 s        |
| 6e                 | Fiorenzo Magni       | Italie             | Italie                 | + 38 min 25 s        |
| 7e                 | Alex Close           | Belgique           | Belgique               | + 38 min 32 s        |
| 8e                 | Jean Dotto           | France             | France                 | + 48 min 1 s         |
| 9e                 | Andrea Carrea        | Italie             | Italie                 | + 50 min 20 s        |
| 10e                | Antonio Gelabert     | Espagne            | Espagne                | + 58 min 16 s        |
| 11e                | Raphaël Géminiani    | France             | France                 | + 1 h 2 min 47 s     |
| 12e                | Gottfried Weilenmann | Suisse             | Suisse                 | + 1 h 4 min 19 s     |
| 13e                | Alois De Hertog      | Belgique           | Belgique               | + 1 h 7 min 15 s     |
| 14e                | Eduard Van Ende      | Belgique           | Belgique               | + 1 h 17 min 37 s    |
| 15e                | Jan Nolten           | Pays-Bas           | Pays-Bas               | + 1 h 30 min 34 s    |
| 16e                | Jean Goldschmit      | Luxembourg         | Luxembourg / Australie | + 1 h 49 min 47 s    |
| 17e                | Wim van Est          | Pays-Bas           | Pays-Bas               | + 1 h 50 min 54 s    |
| 18e                | Marcel Zelasco       | France             | Afrique du Nord        | + 1 h 51 min 2 s     |
| 19e                | Nello Lauredi        | France             | France                 | + 1 h 59 min 43 s    |
| 20e                | Vincent Vitetta      | France             | Sud-Est                | + 2 h 1 min 17 s     |
| 21e                | Antonin Rolland      | France             | France                 | + 2 h 2 min 38 s     |
| 22e                | Gerrit Voorting      | Pays-Bas           | Pays-Bas               | + 2 h 7 min 22 s     |
| 23e                | José Serra Gil       | Espagne            | Espagne                | + 2 h 8 min 32 s     |
| 24e                | Adolphe Deledda      | France             | Nord-Est - Centre      | + 2 h 9 min 44 s     |
| 25e                | Wout Wagtmans        | Pays-Bas           | Pays-Bas               | + 2 h 9 min 45 s     |
| modifier           |                      |                    |                        |                      |

### Classements annexes finals
| Classement du Prix du meilleur grimpeur, | Classement du Prix du meilleur grimpeur, | Classement du Prix du meilleur grimpeur, | Classement du Prix du meilleur grimpeur, | Classement du Prix du meilleur grimpeur, |
| ---------------------------------------- | ---------------------------------------- | ---------------------------------------- | ---------------------------------------- | ---------------------------------------- |
|                                          | Coureur                                  | Pays                                     | Équipe                                   | Point(s)                                 |
| 1er                                      | Fausto Coppi                             | Italie                                   | Italie                                   | 92 points                                |
| 2e                                       | Antonio Gelabert                         | Espagne                                  | Espagne                                  | 69 pts                                   |
| 3e                                       | Jean Robic                               | France                                   | France                                   | 60 pts                                   |
| 4e                                       | Stan Ockers                              | Belgique                                 | Belgique                                 | 53 pts                                   |
| 5e                                       | Raphaël Géminiani                        | France                                   | France                                   | 51 pts                                   |
| 6e                                       | Gino Bartali                             | Italie                                   | Italie                                   | 42 pts                                   |
| 7e                                       | Jean Dotto                               | France                                   | France                                   | 35 pts                                   |
| 8e                                       | Bernardo Ruiz                            | Espagne                                  | Espagne                                  | 28 pts                                   |
| 9e                                       | Andrea Carrea                            | Italie                                   | Italie                                   | 23 pts                                   |
| 10e                                      | Jan Nolten                               | Pays-Bas                                 | Pays-Bas                                 | 22 pts                                   |
| modifier                                 |                                          |                                          |                                          |                                          |

| Classement par équipes, | Classement par équipes, | Classement par équipes, | Classement par équipes, |
|                         | Équipe                  | Pays                    | Temps                   |
| ----------------------- | ----------------------- | ----------------------- | ----------------------- |
| 1re                     | Italie                  | Italie                  | en 455 h 56 min 40 s    |
| 2e                      | Belgique                | Belgique                | + 25 min 16 s           |
| 3e                      | France                  | France                  | + 54 min 56 s           |
| 4e                      | Espagne                 | Espagne                 | + 2 h 53 min 44 s       |
| 5e                      | Pays-Bas                | Pays-Bas                | + 2 h 59 min 52 s       |
| 6e                      | Nord-Est - Centre       | France                  | + 4 h 26 min 6 s        |
| 7e                      | Sud-Est                 | France                  | + 4 h 46 min 6 s        |
| 8e                      | Ouest - Sud-Ouest       | France                  | + 5 h 58 min 0 s        |
| 9e                      | Paris                   | France                  | + 6 h 27 min 14 s       |
| 10e                     | Suisse                  | Suisse                  | + 7 h 0 min 41 s        |
| modifier                |                         |                         |                         |

### Évolution des classements
| Étape              | Vainqueur           | Classement général  | Classement de la montagne | Classement par équipes | Prix de la combativité |
| ------------------ | ------------------- | ------------------- | ------------------------- | ---------------------- | ---------------------- |
| 1                  | Rik Van Steenbergen | Rik Van Steenbergen | Non décerné               | Belgique               | Pierre Pardoën         |
| 2                  | André Rosseel       | Rik Van Steenbergen | Non décerné               | Belgique               | Jean Malléjac          |
| 3                  | Nello Lauredi       | Nello Lauredi       | Non décerné               | France                 | Nello Lauredi          |
| 4                  | Pierre Molinéris    | Nello Lauredi       | Non décerné               | France                 | Nello Lauredi          |
| 5                  | Jean Diederich      | Nello Lauredi       | Non décerné               | France                 | Bim Diederich          |
| 6                  | Fiorenzo Magni      | Fiorenzo Magni      | Non décerné               | France                 | Fiorenzo Magni         |
| 7                  | Fausto Coppi        | Nello Lauredi       | Non décerné               | France                 | Armand Papazian        |
| 8                  | Raphaël Géminiani   | Fiorenzo Magni      | Raphaël Géminiani         | France                 | Raphaël Géminiani      |
| 9                  | Walter Diggelmann   | Andrea Carrea       | Raphaël Géminiani         | France                 | Jan Nolten             |
| 10                 | Fausto Coppi        | Fausto Coppi        | Antonio Gelabert          | France                 | Fausto Coppi           |
| 11                 | Fausto Coppi        | Fausto Coppi        | Fausto Coppi              | France                 | Jean Le Guilly         |
| 12                 | Jan Nolten          | Fausto Coppi        | Fausto Coppi              | France                 | Jan Nolten             |
| 13                 | Raoul Rémy          | Fausto Coppi        | Fausto Coppi              | France                 | Jean Dotto             |
| 14                 | Jean Robic          | Fausto Coppi        | Fausto Coppi              | France                 | Jean Robic             |
| 15                 | Georges Decaux      | Fausto Coppi        | Fausto Coppi              | Italie                 | Georges Decaux         |
| 16                 | André Rosseel       | Fausto Coppi        | Fausto Coppi              | Italie                 | Wim van Est            |
| 17                 | Raphaël Géminiani   | Fausto Coppi        | Fausto Coppi              | Italie                 | Raphaël Géminiani      |
| 18                 | Fausto Coppi        | Fausto Coppi        | Fausto Coppi              | Italie                 | Fausto Coppi           |
| 19                 | Hans Dekkers        | Fausto Coppi        | Fausto Coppi              | Italie                 | Hans Dekkers           |
| 20                 | Jacques Vivier      | Fausto Coppi        | Fausto Coppi              | Italie                 | Georges Decaux         |
| 21                 | Fausto Coppi        | Fausto Coppi        | Fausto Coppi              | Italie                 | Non décerné            |
| 22                 | Fiorenzo Magni      | Fausto Coppi        | Fausto Coppi              | Italie                 | Non décerné            |
| 23                 | Antonin Rolland     | Fausto Coppi        | Fausto Coppi              | Italie                 | Jean Robic             |
| Classements finals | Classements finals  | Fausto Coppi        | Fausto Coppi              | Italie                 | —                      |

## Liste des coureurs
| Suisse S                        | Suisse S                   | Suisse S |
| ------------------------------- | -------------------------- | -------- |
| Num                             | Coureur                    | Pos      |
| 1                               | Heinrich Spuhler (SUI)     | 72e      |
| 2                               | Walter Diggelmann (SUI)    | 50e      |
| 3                               | Marcel Huber (SUI)         | AB-8     |
| 4                               | Martin Metzger (SUI)       | AB-11    |
| 5                               | Carlo Lafranchi (SUI)      | 52e      |
| 6                               | Gottfried Weilenmann (SUI) | 12e      |
| 7                               | Roger Aeschlimann (SUI)    | AB-5     |
| 8                               | Walter Reiser (SUI)        | AB-4     |
| Directeur sportif : Alex Burtin |                            |          |

| Belgique B                       | Belgique B                | Belgique B |
| -------------------------------- | ------------------------- | ---------- |
| Num                              | Coureur                   | Pos        |
| 9                                | Maurice Blomme (BEL)      | 6e         |
| 10                               | Alex Close (BEL)          | 7e         |
| 11                               | Roger Decock (BEL)        | 38e        |
| 12                               | Alois De Hertog (BEL)     | 13e        |
| 13                               | Germain Derijcke (BEL)    | AB-3       |
| 14                               | Maurice Neyt (BEL)        | 29e        |
| 15                               | Stan Ockers (BEL)         | 2e         |
| 16                               | André Rosseel (BEL)       | 28e        |
| 17                               | Robert Vanderstockt (BEL) | AB-8       |
| 18                               | Eduard Van Ende (BEL)     | 14e        |
| 19                               | Henri Van Kerckhove (BEL) | AB-8       |
| 20                               | Rik Van Steenbergen (BEL) | AB-6       |
| Directeur sportif : Sylvère Maes |                           |            |

| Italie I                          | Italie I                | Italie I |
| --------------------------------- | ----------------------- | -------- |
| Num                               | Coureur                 | Pos      |
| 21                                | Mario Baroni (ITA)      | 41e      |
| 22                                | Gino Bartali (ITA)      | 4e       |
| 23                                | Giulio Bresci (ITA)     | 62e      |
| 24                                | Andrea Carrea (ITA)     | 9e       |
| 25                                | Fausto Coppi (ITA)      | 1er      |
| 26                                | Giovanni Corrieri (ITA) | 46e      |
| 27                                | Fiorenzo Crippa (ITA)   | 58e      |
| 28                                | Franco Franchi (ITA)    | 27e      |
| 29                                | Fiorenzo Magni (ITA)    | 6e       |
| 30                                | Alfredo Martini (ITA)   | 56e      |
| 31                                | Ettore Milano (ITA)     | 51e      |
| 32                                | Luciano Pezzi (ITA)     | 35e      |
| Directeur sportif : Alfredo Binda |                         |          |

| France F                         | France F                  | France F |
| -------------------------------- | ------------------------- | -------- |
| Num                              | Coureur                   | Pos      |
| 33                               | Robert Bonnaventure (FRA) | 64e      |
| 34                               | Jean Dotto (FRA)          | 8e       |
| 35                               | Bernard Gauthier (FRA)    | 63e      |
| 36                               | Raphaël Geminiani (FRA)   | 11e      |
| 37                               | Nello Lauredi (FRA)       | 19e      |
| 38                               | Lucien Lazaridès (FRA)    | 43e      |
| 39                               | Édouard Muller (FRA)      | HD-2     |
| 40                               | Maurice Quentin (FRA)     | 34e      |
| 41                               | Raoul Rémy (FRA)          | 37e      |
| 42                               | Jean Robic (FRA)          | 5e       |
| 43                               | Antonin Rolland (FRA)     | 21e      |
| 44                               | Lucien Teisseire (FRA)    | 59e      |
| Directeur sportif : Marcel Bidot |                           |          |

| Hollande H                          | Hollande H             | Hollande H |
| ----------------------------------- | ---------------------- | ---------- |
| Num                                 | Coureur                | Pos        |
| 45                                  | Hans Dekkers (NED)     | 60e        |
| 46                                  | Henk Faanhof (NED)     | 76e        |
| 47                                  | Jan Nolten (NED)       | 15e        |
| 48                                  | Thijs Roks (NED)       | 53e        |
| 49                                  | Hein van Breenen (NED) | 69e        |
| 50                                  | Wim van Est (NED)      | 17e        |
| 51                                  | Gerrit Voorting (NED)  | 22e        |
| 52                                  | Wout Wagtmans (NED)    | 25e        |
| Directeur sportif : Kees Pellenaars |                        |            |

| Espagne E                           | Espagne E                  | Espagne E |
| ----------------------------------- | -------------------------- | --------- |
| Num                                 | Coureur                    | Pos       |
| 53                                  | Antonio Gelabert (ESP)     | 10e       |
| 54                                  | José Gil Solé (ESP)        | 47e       |
| 55                                  | Francisco Masip (ESP)      | 30e       |
| 56                                  | José Pérez Llacer (ESP)    | AB-18     |
| 57                                  | Bernardo Ruiz (ESP)        | 3e        |
| 58                                  | José Serra Gil (ESP)       | 23e       |
| 59                                  | Andrés Trobat (ESP)        | 42e       |
| 60                                  | Hortensio Vidaurreta (ESP) | HD-2      |
| Directeur sportif : Mariano Cañardo |                            |           |

| Luxembourg L                       | Luxembourg L          | Luxembourg L |
| ---------------------------------- | --------------------- | ------------ |
| Num                                | Coureur               | Pos          |
| 61                                 | Robert Bintz (LUX)    | NP-14        |
| 62                                 | René Biver (LUX)      | NP-1         |
| 63                                 | Jean Diederich (LUX)  | HD-11        |
| 64                                 | Johny Goedert (LUX)   | 57e          |
| 65                                 | Jean Goldschmit (LUX) | 16e          |
| 66                                 | Willy Kemp (LUX)      | HD-11        |
| 67                                 | John Beasley (AUS)    | HD-2         |
| 68                                 | Eddie Smith (AUS)     | NP-1         |
| Directeur sportif : Nicolas Frantz |                       |              |

| Paris P                               | Paris P                 | Paris P |
| ------------------------------------- | ----------------------- | ------- |
| Num                                   | Coureur                 | Pos     |
| 69                                    | Louis Caput (FRA)       | AB-4    |
| 70                                    | Jean-Louis Carle (FRA)  | HD-2    |
| 71                                    | Robert Chapatte (FRA)   | AB-3    |
| 72                                    | Charles Coste (FRA)     | AB-5    |
| 73                                    | Georges Decaux (FRA)    | 36e     |
| 74                                    | Jacques Dupont (FRA)    | AB-6    |
| 75                                    | Pierre Gaudot (FRA)     | AB-4    |
| 76                                    | Jacques Marinelli (FRA) | 31e     |
| 77                                    | Armand Papazian (FRA)   | AB-9    |
| 78                                    | Jacques Renaud (FRA)    | 40e     |
| 79                                    | Gino Sciardis (FRA)     | AB-8    |
| 80                                    | Eugène Telotte (FRA)    | 48e     |
| Directeur sportif : Fernand Mithouard |                         |         |

| Nord-Est / Centre NEC                 | Nord-Est / Centre NEC     | Nord-Est / Centre NEC |
| ------------------------------------- | ------------------------- | --------------------- |
| Num                                   | Coureur                   | Pos                   |
| 81                                    | Gilbert Bauvin (FRA)      | 32e                   |
| 82                                    | Roger Buchonnet (FRA)     | AB-5                  |
| 83                                    | Jean-Marie Cieleska (FRA) | AB-8                  |
| 84                                    | Jean de Gribaldy (FRA)    | 45e                   |
| 85                                    | Adolphe Deledda (FRA)     | 24e                   |
| 86                                    | Robert Ducard (FRA)       | AB-8                  |
| 88                                    | Noël Lajoie (FRA)         | AB-11                 |
| 89                                    | Georges Meunier (FRA)     | AB-8                  |
| 90                                    | Pierre Pardoën (FRA)      | 55e                   |
| 91                                    | Roger Rossinelli (FRA)    | 61e                   |
| 92                                    | Alexandre Sowa (POL)      | AB-5                  |
| Directeur sportif : Sauveur Ducazeaux |                           |                       |

| Sud-Est SE                           | Sud-Est SE                | Sud-Est SE |
| ------------------------------------ | ------------------------- | ---------- |
| Num                                  | Coureur                   | Pos        |
| 93                                   | Jean Bertaina (FRA)       | 68e        |
| 94                                   | Siro Bianchi (ITA)        | 44e        |
| 95                                   | Dominique Canavèse (FRA)  | AB-8       |
| 96                                   | Albert Chaumarat (FRA)    | AB-4       |
| 97                                   | Édouard Fachleitner (FRA) | AB-4       |
| 98                                   | Paul Giguet (FRA)         | 66e        |
| 99                                   | Michel Llorca (FRA)       | AB-10      |
| 100                                  | Joseph Mirando (FRA)      | 65e        |
| 101                                  | Pierre Molinéris (FRA)    | AB-18      |
| 102                                  | Adolphe Pezzuli (FRA)     | 71e        |
| 103                                  | René Rotta (FRA)          | 67e        |
| 104                                  | Vincent Vitetta (FRA)     | 20e        |
| Directeur sportif : Marius Guiramand |                           |            |

| Ouest / Sud-Ouest OSO              | Ouest / Sud-Ouest OSO | Ouest / Sud-Ouest OSO |
| ---------------------------------- | --------------------- | --------------------- |
| Num                                | Coureur               | Pos                   |
| 105                                | André Bernard (FRA)   | 75e                   |
| 106                                | René Berton (FRA)     | AB-6                  |
| 107                                | Jean Delahaye (FRA)   | 73e                   |
| 108                                | Albert Dolhats (FRA)  | AB-6                  |
| 109                                | Guy Lapébie (FRA)     | AB-18                 |
| 110                                | Jean Le Guilly (FRA)  | 26e                   |
| 111                                | Jean Malléjac (FRA)   | 33e                   |
| 112                                | Alain Moineau (FRA)   | AB-8                  |
| 113                                | André Dufraisse (FRA) | AB-3                  |
| 114                                | Tino Sabbadini (FRA)  | 70e                   |
| 115                                | Raymond Scardin (FRA) | 74e                   |
| 116                                | Jacques Vivier (FRA)  | 49e                   |
| Directeur sportif : Léon Le Calvez |                       |                       |

| Afrique du Nord NA               | Afrique du Nord NA     | Afrique du Nord NA |
| -------------------------------- | ---------------------- | ------------------ |
| Num                              | Coureur                | Pos                |
| 117                              | Mustapha Chareuf (FRA) | HD-1               |
| 118                              | Marcel Fernandez (FRA) | 54e                |
| 119                              | Ahmed Kebaïli (FRA)    | 39e                |
| 120                              | Gérard Guercy (FRA)    | HD-11              |
| 121                              | Henri Paret (FRA)      | 78e                |
| 122                              | Vincent Soler (FRA)    | 77e                |
| 123                              | Abdel-Kader Zaaf (FRA) | HD-11              |
| 124                              | Marcel Zelasco (FRA)   | AB-13              |
| Directeur sportif : René Bernard |                        |                    |

| Suisse S                        | Suisse S                   | Suisse S |
| ------------------------------- | -------------------------- | -------- |
| Num                             | Coureur                    | Pos      |
| 1                               | Heinrich Spuhler (SUI)     | 72e      |
| 2                               | Walter Diggelmann (SUI)    | 50e      |
| 3                               | Marcel Huber (SUI)         | AB-8     |
| 4                               | Martin Metzger (SUI)       | AB-11    |
| 5                               | Carlo Lafranchi (SUI)      | 52e      |
| 6                               | Gottfried Weilenmann (SUI) | 12e      |
| 7                               | Roger Aeschlimann (SUI)    | AB-5     |
| 8                               | Walter Reiser (SUI)        | AB-4     |
| Directeur sportif : Alex Burtin |                            |          |

| Belgique B                       | Belgique B                | Belgique B |
| -------------------------------- | ------------------------- | ---------- |
| Num                              | Coureur                   | Pos        |
| 9                                | Maurice Blomme (BEL)      | 6e         |
| 10                               | Alex Close (BEL)          | 7e         |
| 11                               | Roger Decock (BEL)        | 38e        |
| 12                               | Alois De Hertog (BEL)     | 13e        |
| 13                               | Germain Derijcke (BEL)    | AB-3       |
| 14                               | Maurice Neyt (BEL)        | 29e        |
| 15                               | Stan Ockers (BEL)         | 2e         |
| 16                               | André Rosseel (BEL)       | 28e        |
| 17                               | Robert Vanderstockt (BEL) | AB-8       |
| 18                               | Eduard Van Ende (BEL)     | 14e        |
| 19                               | Henri Van Kerckhove (BEL) | AB-8       |
| 20                               | Rik Van Steenbergen (BEL) | AB-6       |
| Directeur sportif : Sylvère Maes |                           |            |

| Italie I                          | Italie I                | Italie I |
| --------------------------------- | ----------------------- | -------- |
| Num                               | Coureur                 | Pos      |
| 21                                | Mario Baroni (ITA)      | 41e      |
| 22                                | Gino Bartali (ITA)      | 4e       |
| 23                                | Giulio Bresci (ITA)     | 62e      |
| 24                                | Andrea Carrea (ITA)     | 9e       |
| 25                                | Fausto Coppi (ITA)      | 1er      |
| 26                                | Giovanni Corrieri (ITA) | 46e      |
| 27                                | Fiorenzo Crippa (ITA)   | 58e      |
| 28                                | Franco Franchi (ITA)    | 27e      |
| 29                                | Fiorenzo Magni (ITA)    | 6e       |
| 30                                | Alfredo Martini (ITA)   | 56e      |
| 31                                | Ettore Milano (ITA)     | 51e      |
| 32                                | Luciano Pezzi (ITA)     | 35e      |
| Directeur sportif : Alfredo Binda |                         |          |

| France F                         | France F                  | France F |
| -------------------------------- | ------------------------- | -------- |
| Num                              | Coureur                   | Pos      |
| 33                               | Robert Bonnaventure (FRA) | 64e      |
| 34                               | Jean Dotto (FRA)          | 8e       |
| 35                               | Bernard Gauthier (FRA)    | 63e      |
| 36                               | Raphaël Geminiani (FRA)   | 11e      |
| 37                               | Nello Lauredi (FRA)       | 19e      |
| 38                               | Lucien Lazaridès (FRA)    | 43e      |
| 39                               | Édouard Muller (FRA)      | HD-2     |
| 40                               | Maurice Quentin (FRA)     | 34e      |
| 41                               | Raoul Rémy (FRA)          | 37e      |
| 42                               | Jean Robic (FRA)          | 5e       |
| 43                               | Antonin Rolland (FRA)     | 21e      |
| 44                               | Lucien Teisseire (FRA)    | 59e      |
| Directeur sportif : Marcel Bidot |                           |          |

| Hollande H                          | Hollande H             | Hollande H |
| ----------------------------------- | ---------------------- | ---------- |
| Num                                 | Coureur                | Pos        |
| 45                                  | Hans Dekkers (NED)     | 60e        |
| 46                                  | Henk Faanhof (NED)     | 76e        |
| 47                                  | Jan Nolten (NED)       | 15e        |
| 48                                  | Thijs Roks (NED)       | 53e        |
| 49                                  | Hein van Breenen (NED) | 69e        |
| 50                                  | Wim van Est (NED)      | 17e        |
| 51                                  | Gerrit Voorting (NED)  | 22e        |
| 52                                  | Wout Wagtmans (NED)    | 25e        |
| Directeur sportif : Kees Pellenaars |                        |            |

| Espagne E                           | Espagne E                  | Espagne E |
| ----------------------------------- | -------------------------- | --------- |
| Num                                 | Coureur                    | Pos       |
| 53                                  | Antonio Gelabert (ESP)     | 10e       |
| 54                                  | José Gil Solé (ESP)        | 47e       |
| 55                                  | Francisco Masip (ESP)      | 30e       |
| 56                                  | José Pérez Llacer (ESP)    | AB-18     |
| 57                                  | Bernardo Ruiz (ESP)        | 3e        |
| 58                                  | José Serra Gil (ESP)       | 23e       |
| 59                                  | Andrés Trobat (ESP)        | 42e       |
| 60                                  | Hortensio Vidaurreta (ESP) | HD-2      |
| Directeur sportif : Mariano Cañardo |                            |           |

| Luxembourg L                       | Luxembourg L          | Luxembourg L |
| ---------------------------------- | --------------------- | ------------ |
| Num                                | Coureur               | Pos          |
| 61                                 | Robert Bintz (LUX)    | NP-14        |
| 62                                 | René Biver (LUX)      | NP-1         |
| 63                                 | Jean Diederich (LUX)  | HD-11        |
| 64                                 | Johny Goedert (LUX)   | 57e          |
| 65                                 | Jean Goldschmit (LUX) | 16e          |
| 66                                 | Willy Kemp (LUX)      | HD-11        |
| 67                                 | John Beasley (AUS)    | HD-2         |
| 68                                 | Eddie Smith (AUS)     | NP-1         |
| Directeur sportif : Nicolas Frantz |                       |              |

| Paris P                               | Paris P                 | Paris P |
| ------------------------------------- | ----------------------- | ------- |
| Num                                   | Coureur                 | Pos     |
| 69                                    | Louis Caput (FRA)       | AB-4    |
| 70                                    | Jean-Louis Carle (FRA)  | HD-2    |
| 71                                    | Robert Chapatte (FRA)   | AB-3    |
| 72                                    | Charles Coste (FRA)     | AB-5    |
| 73                                    | Georges Decaux (FRA)    | 36e     |
| 74                                    | Jacques Dupont (FRA)    | AB-6    |
| 75                                    | Pierre Gaudot (FRA)     | AB-4    |
| 76                                    | Jacques Marinelli (FRA) | 31e     |
| 77                                    | Armand Papazian (FRA)   | AB-9    |
| 78                                    | Jacques Renaud (FRA)    | 40e     |
| 79                                    | Gino Sciardis (FRA)     | AB-8    |
| 80                                    | Eugène Telotte (FRA)    | 48e     |
| Directeur sportif : Fernand Mithouard |                         |         |

| Nord-Est / Centre NEC                 | Nord-Est / Centre NEC     | Nord-Est / Centre NEC |
| ------------------------------------- | ------------------------- | --------------------- |
| Num                                   | Coureur                   | Pos                   |
| 81                                    | Gilbert Bauvin (FRA)      | 32e                   |
| 82                                    | Roger Buchonnet (FRA)     | AB-5                  |
| 83                                    | Jean-Marie Cieleska (FRA) | AB-8                  |
| 84                                    | Jean de Gribaldy (FRA)    | 45e                   |
| 85                                    | Adolphe Deledda (FRA)     | 24e                   |
| 86                                    | Robert Ducard (FRA)       | AB-8                  |
| 88                                    | Noël Lajoie (FRA)         | AB-11                 |
| 89                                    | Georges Meunier (FRA)     | AB-8                  |
| 90                                    | Pierre Pardoën (FRA)      | 55e                   |
| 91                                    | Roger Rossinelli (FRA)    | 61e                   |
| 92                                    | Alexandre Sowa (POL)      | AB-5                  |
| Directeur sportif : Sauveur Ducazeaux |                           |                       |

| Sud-Est SE                           | Sud-Est SE                | Sud-Est SE |
| ------------------------------------ | ------------------------- | ---------- |
| Num                                  | Coureur                   | Pos        |
| 93                                   | Jean Bertaina (FRA)       | 68e        |
| 94                                   | Siro Bianchi (ITA)        | 44e        |
| 95                                   | Dominique Canavèse (FRA)  | AB-8       |
| 96                                   | Albert Chaumarat (FRA)    | AB-4       |
| 97                                   | Édouard Fachleitner (FRA) | AB-4       |
| 98                                   | Paul Giguet (FRA)         | 66e        |
| 99                                   | Michel Llorca (FRA)       | AB-10      |
| 100                                  | Joseph Mirando (FRA)      | 65e        |
| 101                                  | Pierre Molinéris (FRA)    | AB-18      |
| 102                                  | Adolphe Pezzuli (FRA)     | 71e        |
| 103                                  | René Rotta (FRA)          | 67e        |
| 104                                  | Vincent Vitetta (FRA)     | 20e        |
| Directeur sportif : Marius Guiramand |                           |            |

| Ouest / Sud-Ouest OSO              | Ouest / Sud-Ouest OSO | Ouest / Sud-Ouest OSO |
| ---------------------------------- | --------------------- | --------------------- |
| Num                                | Coureur               | Pos                   |
| 105                                | André Bernard (FRA)   | 75e                   |
| 106                                | René Berton (FRA)     | AB-6                  |
| 107                                | Jean Delahaye (FRA)   | 73e                   |
| 108                                | Albert Dolhats (FRA)  | AB-6                  |
| 109                                | Guy Lapébie (FRA)     | AB-18                 |
| 110                                | Jean Le Guilly (FRA)  | 26e                   |
| 111                                | Jean Malléjac (FRA)   | 33e                   |
| 112                                | Alain Moineau (FRA)   | AB-8                  |
| 113                                | André Dufraisse (FRA) | AB-3                  |
| 114                                | Tino Sabbadini (FRA)  | 70e                   |
| 115                                | Raymond Scardin (FRA) | 74e                   |
| 116                                | Jacques Vivier (FRA)  | 49e                   |
| Directeur sportif : Léon Le Calvez |                       |                       |

| Afrique du Nord NA               | Afrique du Nord NA     | Afrique du Nord NA |
| -------------------------------- | ---------------------- | ------------------ |
| Num                              | Coureur                | Pos                |
| 117                              | Mustapha Chareuf (FRA) | HD-1               |
| 118                              | Marcel Fernandez (FRA) | 54e                |
| 119                              | Ahmed Kebaïli (FRA)    | 39e                |
| 120                              | Gérard Guercy (FRA)    | HD-11              |
| 121                              | Henri Paret (FRA)      | 78e                |
| 122                              | Vincent Soler (FRA)    | 77e                |
| 123                              | Abdel-Kader Zaaf (FRA) | HD-11              |
| 124                              | Marcel Zelasco (FRA)   | AB-13              |
| Directeur sportif : René Bernard |                        |                    |